# Vanity of Sounds
Vanity of Sounds è un'antologia del compositore tedesco Klaus Schulze, pubblicata nel 2005.
Questa raccolta, la prima contenente materiale tratto dai cofanetti del musicista, include tutti i brani tratti dal primo compact disc di Contemporary Works I.

## Tracce
Tutte le tracce sono state composte da Klaus Schulze.
1. Vanity Of Sounds – 17:08
2. Sacred Romance – 23:13
3. The Wings Of Strings – 14:47
4. From Words To Silence – 23:40